# Biển Natuna
Biển Natuna (tiếng Indonesia: Laut Natuna) là một vùng biển nông rộng lớn nằm xung quanh quần đảo Natuna kéo dài phía Nam đến quần đảo Lingga Regency và quần đảo Archipelago ở tỉnh Riau, xa hơn về phía Nam của quần đảo Bangka-Belitung, Indonesia. Phần lớn biển nằm trong lãnh hải của Indonesia và về mặt địa chất là một phần của thềm Sunda. Biển này giáp với Biển Đông phía Bắc và Đông Bắc, Eo biển Karimata về phía Nam, và eo biển Singapore phía Tây.

## Biển Bắc Natuna

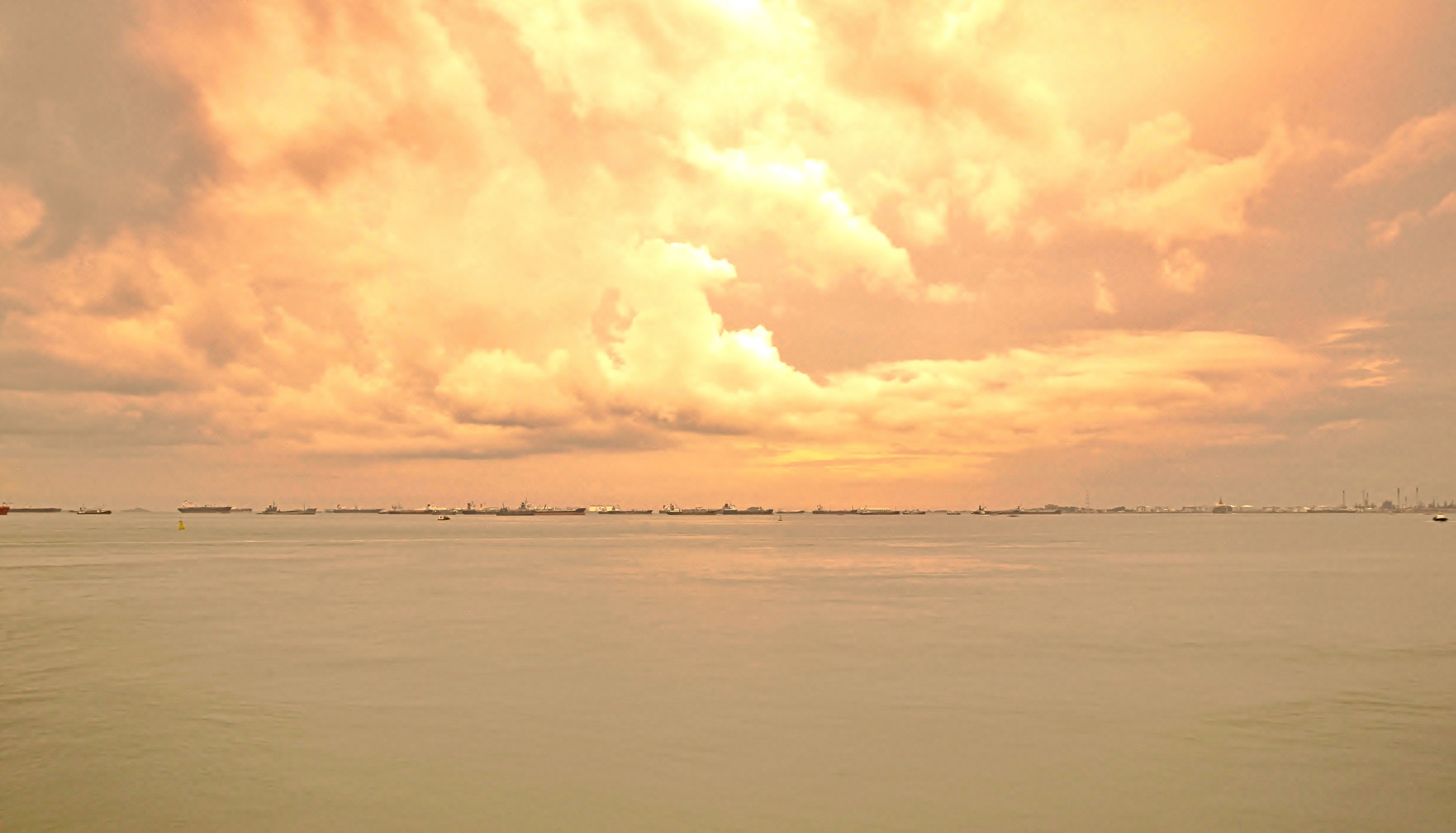
Biển Natuna

Vào tháng 07 năm 2017, Indonesia đổi tên vùng đặc quyền kinh tế phía Bắc ở Biển Đông của nước này thành biển Bắc Natuna, nằm ở phía Bắc quần đảo Natuna, giáp với vùng đặc quyền kinh tế của Việt Nam. Biển Bắc Natuna nằm giữa quần đảo Natuna và mũi Cà Mau thuộc mũi phía Nam của đồng bằng sông Cửu Long, Việt Nam.
Việc tuyên bố chủ quyền vùng biển này của Indonedia gây căng thẳng ngoại giao với Trung Quốc, khi mà vùng biển mới chồng lấn với đường chín đoạn do Trung Quốc đề ra. Lập trường của Indonesia rất rõ ràng, vùng biển này hoàn toàn thuộc chủ quyền Indonesia và không có bất kỳ đàm phán nào hết.